# Клюзе, Франсуа
 Франсуа Клюзе  (фр. François Cluzet; род. 21 сентября 1955, Париж, Франция) — французский актёр театра, кино и телевидения, лауреат премии «Сезар» (2007).

## Биография
Франсуа Клюзе родился в семье коммерсантов 21 сентября 1955 года в Париже. В 17 лет, учась на первом курсе в Коллеже Станислава, он решает стать актёром и бросает лицей. Поступает на курсы Симона (фр. Cours Simon), Жана Перимони (фр. Jean Périmony), а также Жана-Лорена Коше и начинает работать в театре и на телевидении, где его замечает режиссёр Диана Кюри.
В 25 лет играет свою первую роль в фильме «Коктейль Молотова» посвященном бурным событиям жаркой весны 1968 года. Одним годом позже он появляется в фильме Клода Шаброля «Конь гордыни», что становится началом длинного сотрудничества между актёром и кинематографистом.
В 1982 году Франсуа играет в фильме «Призраки шляпника», режиссёром которого является Шаброль.
1984 год приносит 2 номинации на Сезар: за лучшую мужскую роль второго плана в фильме «Убийственное лето» и «Самый многообещающий актёр» за роль в фильме «Да здравствует социальная помощь!», где он сыграл роль искателя приключений из 20-го округа Парижа.
В 1989 году он сыграл совместно с Жераром Депардьё в фильме Бертрана Блие «Слишком красива для тебя».
После нескольких лет связи с французской актрисой Мари Трентиньян он стал отцом маленького Поля.
Двумя годами позже, он пересекает Атлантику и играет под руководством двух гигантов американского кино: Роберта Олтмена в «Высокой моде» и Лоуренса Кэсдэна во «Французском поцелуе». Его участие в «Учениках» Пьера Сальвадори было отмечено успехом у широкой публики зрителей.
В начале 2000-х годов Франсуа снимается в комедиях «Бутик», «Кто грохнул Памелу?», «Дженис и Джон».
За роль в триллере режиссёра Гийома Кане «Не говори никому», в возрасте 51 года Франсуа получил свою первую Премию Сезар.
В 2008 году снялся в фильме «Париж» и у Гийома Кане в картине «Кровные узы», а в 2011 году — в картине «1+1» («Неприкасаемые»).
Франсуа — отец четырёх детей:
- Бланш (фр. Blanche), род. в 1984 году;
- Поль (фр. Paul), род. в 1993 году, мать которого — Мари Трентиньян;
- Жозеф (род. 2001) и Маргарит (род. 2006) (фр. Joseph et Marguerite), от брака с комедийной актрисой Валери Боннетон.

## Избранная фильмография
- 1980 — Коктейль Молотова /  Cocktail Molotov
- 1980 — Конь гордыни / Le Cheval d’orgueil
- 1982 — Призраки шляпника / Les Fantômes du chapelier
- 1983 — Между нами / Coup de foudre
- 1983 — Убийственное лето / L'été meurtrier
- 1983 — Да здравствует социальная помощь! / Vive la sociale !
- 1986 — Около полуночи (Полуночный джаз) / Autour de minuit
- 1986 — Улица отправления / Rue du départ
- 1987 — Ассоциация злоумышленников / Association de malfaiteurs
- 1988 — Шоколад / Chocolat
- 1989 — Форс мажор / Force majeure
- 1988 — Женское дело / Une affaire de femmes
- 1989 — Двое / Deux
- 1989 — Слишком красива для тебя / Trop Belle Pour Toi
- 1989 — Французская революция / La Révolution française — Камиль Демулен
- 1993 — Инстинкт ангела / L’Instinct de l’ange
- 1994 — Ад / L’Enfer
- 1994 — Высокая мода / Prêt-à-Porter
- 1995 — Французский поцелуй / French Kiss
- 1995 — Гусар на крыше / Le Hussard sur le toit
- 1995 — Ученики / Les apprentis
- 1996 — Дети мерзавца / Enfants de salaud
- 1997 — Переезд / Le Déménagement
- 1997 — Ставки сделаны / Rien ne va plus
- 1998 — Дорога свободна / La voie est libre
- 1998 — Конец августа, начало сентября / Fin août, début septembre
- 2002 — Соперник / L’Adversaire
- 2002 — Бутик / France boutique
- 2003 — Кто грохнул Памелу? / Mais qui a tué Pamela Rose?
- 2003 — Дженис и Джон / Janis et John
- 2005 — Четыре звезды / Quatre étoiles
- 2006 — Не говори никому / Ne le dis à personne
- 2007 — Моё место под солнцем / Ma place au soleil
- 2007 — Почти правда / La vérité ou presque
- 2007 — Оно того не стоит / Détrompez-vous
- 2008 — Кровные узы / Les Liens du sang
- 2008 — Париж / Paris
- 2009 — Всё сначала / À l’origine
- 2009 — На посошок / Le Dernier pour la route
- 2009 — Белый как снег / Blanc comme neige
- 2010 — Маленькие секреты (фильм) / Les petits mouchoirs
- 2011 — Искусство любить / L’Art d’aimer
- 2011 — Монстр в Париже / Un monstre à Paris — комиссар полиции Мэйнот (озвучивание)
- 2011 — 1+1 / Intouchables — Филипп
- 2012 — Не входить, мы не одеты / Do not disturb
- 2013 — Одиночка / En Solitaire
- 2013 — 11.6 / 11.6
- 2014 — Одна встреча / Une rencontre
- 2015 — Этот неловкий момент / Un moment d'égarement
- 2016 — Сельский врач / Médecin de campagne
- 2016 — Механика теней / Mécanique de l'ombre, Eavesdropper / (Бельгия, Франция) — Дюваль — главная роль
- 2017 — Как прогулять школу с пользой / L'école buissonnière — Тотош
- 2019 — Маленькие секреты большой компании /
- 2020 － Невероятная история Острова роз /

## Премии и номинации
Премия «Сезар»
- 1984 — номинация на Сезар за лучшую мужскую роль второго плана в фильме «Убийственное лето»
- 1984 — номинация на Сезар «самый многообещающий актёр» за роль в фильме «Да здравствует социальная помощь!»
- 1988 — номинация на Сезар за лучшую мужскую роль второго плана в фильме «Форс мажор»
- 1995 — номинация на Сезар за лучшую мужскую роль в фильме «Ученики»
- 2002 — номинация на Сезар за лучшую мужскую роль второго плана в фильме «Соперник»
- 2007 — Премия Сезар за лучшую мужскую роль в фильме «Не говори никому»
- 2010 — номинация на Сезар за лучшую мужскую роль в фильме «В начале»
- 2010 — номинация на Сезар за лучшую мужскую роль в фильме «На посошок»
- 2012 — номинация на Сезар за лучшую мужскую роль в фильме «1+1»

Премия Европейской киноакадемии
- 2012 — номинация на премию Европейской киноакадемии за лучшую мужскую роль в фильме «1+1»

Премия французской прессы «Globe de Cristal»
- 2007 — Премия французской прессы Globe de Cristal за роль в фильме «Не говори никому»

Премия «Étoiles d’or du cinéma français»
- 2007 — Премия Étoiles d’or du cinéma français за лучшую мужскую роль в фильме «Не говори никому»
- 2010 — Премия Étoiles d’or du cinéma français за лучшую мужскую роль в фильме «В начале»